# Zibbz
Zibbz (parfois stylisé en ZiBBZ) est un duo de musique indie pop suisse composé de Corinne « Coco » (chanteuse) et Stefan « Stee » (batterie/clavier) Gfeller.
Ils ont représenté la Suisse au Concours Eurovision de la chanson 2018, à Lisbonne au Portugal, avec la chanson Stones.

## Biographie
Le duo ZiBBZ est fondé en 2008 par Corinne et Stefan Gfeller, grande sœur et petit frère. Le nom Zibbz est une déformation du mot anglais « siblings », signifiant « frères et sœurs ».
Depuis 2011, Coco et Stee partagent leur temps entre la Suisse et Los Angeles. De 2011 à 2015, ils ont eu leur propre émission de téléréalité hebdomadaire, diffusée sur la chaîne Joiz.
Leur premier album, intitulé Ready? Go!, sort en 2013 et atteint la 14e place des charts de ventes d'albums en Suisse. Leur deuxième album, It Takes A Village, qu'ils ont autoproduit, sort en 2017 et se classe à la onzième place des charts suisses.
Ils ont également écrit des chansons utilisées dans des publicités des marques Ragusa et Subaru, ainsi que l'hymne de la Coupe du monde d'unihockey masculin de 2012,.
En conséquence de leur victoire à l'édition 2018 de l'émission Die Entscheidungsshow, ils représentent la Suisse au Concours Eurovision de la chanson 2018, dans la capitale portugaise, Lisbonne, lors de la première demi-finale du 8 mai 2018. Ils se classent alors treizièmes avec 86 points, ce qui ne leur permet pas de se qualifier pour la finale,.

## Membres

### Corinne «Coco» Gfeller
Corinne Gfeller, surnommée Coco ou parfois Co, née le 6 juin 1985 , est la chanteuse du groupe et l'aînée de la fratrie. Elle a étudié au Laine Theatre Arts à Londres.
Elle a également réalisé des enregistrements pour de nombreux artistes tels que Gölä , Bligg, DJ Antoine, Carlos Leal, Bastian Baker ou encore les Bellamy Brothers. Elle a prêté sa voix à des jingles pour des stations de radio suisses, et fait partie du groupe de Gölä depuis plus de dix ans.
Corinne Gfeller s'est aussi produite avec des musiciens reconnus à plusieurs reprises, comme LP, Donna Summer ou Prince entre autres. Elle est la chanteuse principale lors des éditions 2010 et 2017 du Basel Tattoo, Art on Ice, ou encore à la tournée européenne du dixième anniversaire de la comédie musicale We Will Rock You de Queen.
Le 18 mai 2019, elle donne naissance à son fils, Bowie Leon, qu'elle a eu avec son compagnon Yves Nicollier.

### Stefan « Stee » Gfeller
Stefan Gfeller, dit Stee, né le 3 novembre 1987 , est le batteur, claviériste et producteur du groupe. Il est le cadet de la fratrie.
De 2003 à 2007, il a étudié la musique à Winterthour dans le canton de Zurich, où il obtient un diplôme de la SSPM (Société Suisse de Pédagogie Musicale, en allemand SMPV),. En dehors de ZiBBZ, Stee Gfeller a également été batteur et producteur de nombreux artistes, tels que Bastian Baker et Gölä,,,. Il est également membre du collectif Street Drum Corps.

## Discographie

### Albums
- 2013 : Ready? Go!
- 2017 : It Takes A Village

### Singles
- 2011 : Www.Ahh!
- 2012 : One Shot
- 2013 : Wake Up!
- 2013 : Neonlights
- 2014 : Dynamite Blonde
- 2014 : Undone
- 2017 : Run
- 2018 : Stones
- 2018 : RICH
- 2019 : Citylights
- 2019 : You and Me (Against the World)